# Эрикссон, Йон
Йон Леонард Эрикссон (швед. John Leonard Eriksson; 1921—1995) — шведский миколог.

## Биография
Йон Эрикссон родился 26 марта 1921 года в городе Хагфорс в лене Вермланд. После окончания школы в 1941 году и службе в армии учился в Уппсальском университете ботанике, зоологии и географии. В 1946 году окончил Уппсальский университет. Его диссертация была посвящена грибам рода Coniophora. В том же году Йон женился на Берит Маргарете Фогхаммар (род. 1921).
Впоследствии Йон решил посвятить свою жизнь изучению микологии. Он занялся исследованием грибов с распростёртыми (резупинатными) плодовыми телами, одной из самых сложных в систематическом плане групп. В Уппсальском университете Эрикссон работал вместе с Юханом Акселем Наннфельдтом и Сетом Лунделлем. С 1947 по 1953 Эрикссон вместе с женой 5 раз путешествовал по Муддусу. По результатам своих наблюдений он написал в 1958 году книгу о грибах тайги, за которую ему была присвоена степень доктора.
В 1961 году Эрикссон семьёй переехал в Гётеборг, где работал в Гётеборгском университете. В 1967 году он был назначен на должность научного сотрудника.
С 1972 по 1988 Эрикссон вместе с норвежским микологом Лейфом Рюварденом издали многотомную работу The Corticiaceae of North Europe. Помимо авторства обширной части текста, Эрикссон был автором большинства иллюстраций к этой книгу.
Йон Эрикссон скончался 1 июня 1995 года в приходе Фессберг близ Гётеборга.

## Некоторые научные работы
- Eriksson, J. Studies in the Heterobasidiomycetes and Homobasidiomycetes-Aphyllophorales of Muddus National Park in North Sweden. — 1958. — 172 p.
- Eriksson, J.; Ryvarden, L.; Hjortstam, K. The Corticiaceae of North Europe. — 1972—1988.

## Некоторые виды, названные в честь Й. Эрикссона
- Corticium erikssonii Jülich, 1982, nom. nov.
- Grandinia erikssonii M.Galán & J.E.Wright, 1993 [≡ Hyphodontia erikssonii (M.Galán & J.E.Wright) Hjortstam & Ryvarden, 1995]
- Hypochnicium erikssonii Hallenb. & Hjortstam, 1990
- Peniophora erikssonii Boidin, 1957
- Radulodon erikssonii Ryvarden, 1972
- Repetobasidium erikssonii Oberw., 1966
- Zakatoshia erikssonii W.Gams, 1986